# Mapnik
Mapnik — набор инструментов с открытым исходным кодом для домашнего и серверного рендеринга карт, написанный на C++. Артем Павленко, оригинальный разработчик Mapnik, поставил перед собой задачу создания красивых карт, используя субпиксельное сглаживание библиотеки Anti-Grain Geometry (AGG). У Mapnik также есть бэкэнд рендеринга, использующий Cairo. Для решения таких распространенных программных задач, как управление памятью, доступ к файловой системе, регулярные выражения и парсинг XML Mapnik использует библиотеки Boost C++. Файл XML может быть использован для определения коллекции объектов отображения, определяющих внешний вид карты, или объекты могут быть построены программно на C++, Python и Node.js.

## Формат данных
Ряд форматов данных поддерживается в Mapnik с помощью фреймворка плагинов. Существуют текущие плагины, использующие OGR и GDAL для чтения ряда векторных и растровых наборов данных. В Mapnik также есть пользовательские программы для чтения Shapefile, PostGIS и GeoTIFF. Также существует утилита osm2pgsql, которая преобразует данные OpenStreetMap в формат, который может быть загружен в PostgreSQL. Затем Mapnik может быть использован для рендеринга данных OSM в карты с тем внешним видом, который нужен пользователю.

## Платформы
Mapnik — это кроссплатформенный инструментарий, который работает на Windows, Mac, Unix-подобных системах, таких как Linux и Solaris (с версии 0.4).

## Использование
Одним из его многочисленных пользователей является проект OpenStreetMap (OSM), который использует его в комбинации с модулем веб-сервера Apache (mod_tile) и стилем openstreetmap-carto для отрисовки тайлов, которые являются слоем OSM по умолчанию. Mapnik также используется CloudMade, MapQuest и MapBox.

## Лицензия
Mapnik является свободным программным обеспечением и выпускается под LGPL (GNU Lesser General Public Licence).